# Тембр
Тембр (фр. timbre) — «забарвлення» звуку; одна з ознак музичного звуку, поряд з висотою, силою і тривалістю. За тембром можна розрізняти звуки однакової висоти і сили, виконані на різних інструментах, різними голосами або видобуті різними способами чи штрихами. Якщо коливання не є гармонійним, то на слух воно має ще одну якість, крім висоти й гучності, а саме — специфічний відтінок, званий тембром. По різному тембру ми легко розпізнаємо звук голосу, свист, звучання струни рояля, скрипкової струни, звук флейти, гармонії і т. д., навіть якщо всі ці звуки малють одну і ту ж висоту і гучність. За тембром же ми можемо дізнатися голоси різних людей. Тембр залежить від форми коливань, джерела звуку і визначається кількістю та інтенсивністю обертонів, що утворюють гармонічний ряд. 
Тембр співацького голосу залежить від наявності в його спектрі відповідних формант, а також вібрато. Певною мірою на тембр впливають матеріал вібратора, спосіб звуковидобування, форма резонаторів, а також акустичні якості середовища, у якому виникає і поширюється звук. Тембр і його зміни є важливим засобом музичної виразності. Особливим напрямком застосування тембру є сонорика.